# Comayagua (ciutat)
Comayagua és una vila d'Hondures i la capital del departament de Comayagua. Està situada a 60 km (80 km per carretera) al nord-oest de Tegucigalpa. El 2006 la població estimada de la vila era de 58.600 habitants. Es troba a 594 metres d'altitud. Té una gran riquesa en arquitectura colonial espanyola i la seva catedral disposa del rellotge més antic d'Amèrica.

## Història
Comayagua va ser fundada sota el nom de Santa María de la Nueva Valladolid el 8 de desembre de 1537 pel conqueridor Alonso de Cáceres sota ordres de Francisco de Montejo, Governador de Yucatán. Des de 1540 Comayagua va ser la capital de la Província d'Hondures dins la Capitania General de Guatemala. Després de la independència d'Espanya va ser la capital de l'estat d'Hondures dins la República Federal d'Amèrica Central. Quan Hondures va passar a ser una república independent, la capitalitat es va anar alternant entre Comayagua i Tegucigalpa. Comayagua era preferida per les administracions conservadores mentre que les liberals preferien Tegucigalpa, aquesta darrera va ser la capital permanent des de 1880.
Recentment Comayagua ha passat a ser una destinació turística a Hondures.

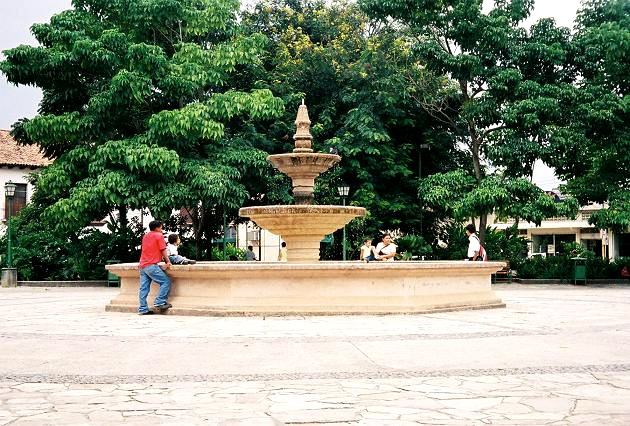
Plaça central de Comayagua

Des de la Plaça central es pot veure la catedral que va ser inaugurada el 8 de desembre de 1771.
El febrer de 2012 hi va haver un incendi a la seva presó i hi van morir més de 350 persones.